# St. Clair (jezioro w Ameryce Północnej)
St. Clair (ang. Lake Saint Clair, fr. Lac Sainte-Claire) – jezioro na granicy Kanady (prowincja Ontario) i Stanów Zjednoczonych (stan Michigan), położone pośród Wielkich Jezior.
Na północy do jeziora rozległą deltą uchodzi rzeka St. Clair, łącząca je z jeziorem Huron. Na południowym zachodzie wypływa z niego rzeka Detroit, wpadająca do Erie. Jeziorem przebiega Droga Wodna Świętego Wawrzyńca. Nad zachodnim brzegiem jeziora położona jest aglomeracja miasta Detroit.
Jezioro ma powierzchnię 1114 km², długość 42 km i szerokość 39 km. Lustro wody położone jest 175 m n.p.m. Średnia głębokość wynosi 3,7 m, maksymalna, w wyniku sztucznego pogłębienia drogi wodnej – 8,3 m (naturalna głębokość – 6,4 m).
Jezioro użytkowane jest w celach rekreacyjnych, uprawiane są tu sporty wodne i wędkarstwo.
Nazwę jezioru nadał francuski odkrywca René-Robert Cavelier de La Salle, który dotarł tu w 1679 roku w dniu św. Klary z Asyżu.